# Oberea erythrocephala
Oberea erythrocephala — вид жесткокрылых из семейства усачей.

## Распространение
Встречается в Центральной и Южная Европа, Центральной Азия и юго-западной Сибири. Введен в качестве в Канаду и США в начале 1980-х годов для борьбы с молочаем острым (Euphorbia esula).

## Описание
Тёмно-серые или, иногда, красно-коричневые, жуки с узким телом Длина от 6 до 14 мм. Голова красно-коричневая. Усики черные с тёмно-коричневым опушением. Передний и задний края переднеспинки, щитка и надкрылий черные с серым опушением..

## Развитие
Жизненный цикл вида длится от года до двух лет.

## Подвиды и вариации
- подвид: Oberea erythrocephala amanica Holzschuh, 1993 … распространён в Турции. Жук длиной 6—15 мм. Время лёта с мая по июль. Кормовые растения рода молочай (Euphorbia).
- подвид: Oberea erythrocephala calvescens Müller, 1948
- подвид: Oberea erythrocephala erythrocephala (Schrank, 1776) — распространён в Европе. Длиной от 9 до 10 мм.

- вариация: Oberea erythrocephala erythrocephala var. pyretana Marcu, 1935

- подвид: Oberea erythrocephala schurmanni Heyrovsky, 1962 — распространён в Турции. Жук длиной 6—15 мм. Время лёта с мая по июль. Кормовые растения рода молочай (Euphorbia).